# 탄쯔구

탄쯔 구의 위치

탄쯔구(한국어: 담자구, 중국어: 潭子區, 병음: Tánzǐ Qū)는 중화인민공화국 대만 타이중 시의 시할구이다. 넓이는 25.8497km2이고, 인구는 2015년 8월 기준으로 106,171명이다.

## 역사
탄쯔 구의 옛 이름은 담자건(潭子墘)이며, 1920년에 단시 장(潭子庄)으로 개칭되어 현재의 지명이 되었다. 원래는 박재해족의 활동 지역이며 아리사사(阿里史社)로 불리고 있었다. 당시에는 주민이 드문드문 있었지만, 청대의 강희 연간 말이 되면서 한족의 이주가 시작되었다. 청초, 탄쯔 향은 제라현 묘무색보 안리사에 귀속되어 있었지만 옹정 연간에 창화현이 신설되면서 동, 서보로 분할되었고 건륭 중기 이후에는 색동상, 하보로 개칭되어 묘무색동상보할국에 귀속해 있었다. 1887년, 대만성이 성립하면서 타이중 지구는 대만부 부곽수현으로 개편되었고 탄쯔 향은 대만현 색동상보에 귀속되었다.
일본의 대만 통치가 시작되면서 다이추 현이 설치되었고 그 아래에 변무서가 설치되었다. 1920년 7월에는 다이추 주 도요하라 군 단시 장(潭子庄)으로 개편되었다. 전후에는 타이중 현 펑위안 구 탄쯔 향으로 개칭되었고 1950년에 타이중 현 탄쯔 향으로 개편되어 현재에 이르고 있다.

## 교통
- 타이완 철로관리국 타이중 선